# Adler Arena
Die Adler Arena (russisch Адлер-Арена) ist eine Eissporthalle in Adler, Krasnodar, Russland. In der rund 35 Kilometer vom Zentrum Sotschis entfernten Halle fanden die Eisschnelllaufwettbewerbe der Olympischen Winterspiele 2014 statt.
Die Halle liegt im Olympiapark (Coastal Cluster) direkt am Schwarzen Meer in einer Höhe von 5 m. 2012 wurde sie eröffnet und ähnelt einem Eisberg bzw. dem Eisbruch eines Gletschers. Die Generalprobe der Technik fand im Dezember 2012 mit den nationalen Meisterschaften im Sprint- und Allround-Mehrkampf statt. Im März 2013 dann auch international wurden die ISU Einzelstreckenweltmeisterschaften ausgetragen.

## Internationale Wettkämpfe
- Einzelstreckenweltmeisterschaften 2013
- Olympische Winterspiele 2014

## Bahnrekorde
Die Adler Arena zählt zu den schnellsten Eisschnelllaufbahnen der Welt.

### Frauen
| Strecke                 | Athlet                                                | Zeit         | Datum                 | Wettkampf                      |
| ----------------------- | ----------------------------------------------------- | ------------ | --------------------- | ------------------------------ |
| 0500 m                  | Sang-Hwa Lee                                          | 0 37,28 (OR) | 11. Februar 2014      | Olympische Winterspiele 2014   |
| 1000 m                  | Zhang Hong                                            | 1:14,02      | 13. Februar 2014      | Olympische Winterspiele 2014   |
| 1500 m                  | Jorien ter Mors                                       | 1:53,51 (OR) | 16. Februar 2014      | Olympische Winterspiele 2014   |
| 3000 m                  | Ireen Wüst                                            | 4:00,34      | 9. Februar 2014       | Olympische Winterspiele 2014   |
| 5000 m                  | Martina Sáblíková                                     | 6:51,54      | 19. Februar 2014      | Olympische Winterspiele 2014   |
| Team Pursuit (6 Runden) | NiederlandeMarrit Leenstra Jorien ter Mors Ireen Wüst | 2:58,05 (OR) | 22. Februar 2014      | Olympische Winterspiele 2014   |
| Mehrkampf               | Athlet                                                | Punkte       | Datum                 | Wettkampf                      |
| 2 × 500 m               | Sang-Hwa Lee                                          | 074,70 (OR)  | 11. Februar 2014      | Olympische Winterspiele 2014   |
| Sprint-MK               | Olga Fatkulina                                        | 155,255      | 28.–29. Dezember 2012 | Russische Meisterschaften 2013 |
| Kleiner-MK              | Jekaterina Schichowa                                  | 166,461      | 26.–27. Dezember 2012 | Russische Meisterschaften 2013 |

- Stand: 22. Februar 2014[2]
- Summe der auf 500 m heruntergebrochenen Einzelstrecken (500, 1000, 1500, 3000, 5000 Meter): 193,336 Pkt.
- OR – olympischer Rekord

### Männer
| Strecke                 | Athlet                                              | Zeit          | Datum                 | Wettkampf                      |
| ----------------------- | --------------------------------------------------- | ------------- | --------------------- | ------------------------------ |
| 0500 m                  | Ronald Mulder                                       | 0 34,49       | 10. Februar 2014      | Olympische Winterspiele 2014   |
| 01000 m                 | Stefan Groothuis                                    | 01:08,39      | 12. Februar 2014      | Olympische Winterspiele 2014   |
| 01500 m                 | Zbigniew Bródka                                     | 01:45,006     | 15. Februar 2014      | Olympische Winterspiele 2014   |
| 05000 m                 | Sven Kramer                                         | 06:10,76 (OR) | 8. Februar 2014       | Olympische Winterspiele 2014   |
| 10.000 m                | Jorrit Bergsma                                      | 12:44,45 (OR) | 18. Februar 2014      | Olympische Winterspiele 2014   |
| Team Pursuit (8 Runden) | NiederlandeJan Blokhuijsen Koen Verweij Sven Kramer | 03.37,71 (OR) | 22. Februar 2014      | Olympische Winterspiele 2014   |
| Mehrkampf               | Athlet                                              | Punkte        | Datum                 | Wettkampf                      |
| 2 × 500 m               | Michel Mulder                                       | 069,300       | 10. Februar 2014      | Olympische Winterspiele 2014   |
| Sprint-MK               | Dmitri Lobkow                                       | 143,840       | 28.–29. Dezember 2012 | Russische Meisterschaften 2013 |
| Großer-MK               | Iwan Skobrew                                        | 152,747       | 26.–27. Dezember 2012 | Russische Meisterschaften 2013 |

- Stand: 22. Februar 2014[3]
- Summe der auf 500 m heruntergebrochenen Einzelstrecken (500, 1000, 1500, 5000, 10.000 Meter): 178,985 Pkt.
- OR – olympischer Rekord